# Критерий на Фруд
Критерий на Фруд или Число на Фруд (Fr) е безразмерна величина един от критериите на подобие в механиката на флуидите, който дава отношението между масовата и инерционната сила при движение на флуидна частица. Въведено от основоположника на корабната хидродинамика Уилям Фруд през 1870 г.
Съгласно Теорията на подобието и наличието на индикатори на подобието, от уравнението на Навие-Стокс при движение на несвиваем флуид:
{\displaystyle \mathrm {Fr} ={\frac {v}{\sqrt {gL}}},}
Където:
v е характерен мащаб на скоростта на движение
g е ускорение причинено от външна сила
L е характерният размер на областта в която се разглежда движението.
Така например в корабната хидродинамика v е скоростта на движение на плавателния съд, g е земното ускорение а L дължината на водолинията. Ако се разглежда движението на течност в тръба под въздействие на гравитацията тогава за L може да се приеме или диаметърът или дължината на тръбата.